# Cantón de Exmes
El cantón de Exmes era una división administrativa francesa, que estaba situada en el departamento de Orne y la región de Baja Normandía.

## Composición
El cantón estaba formado por trece comunas:
- Avernes-sous-Exmes
- Courménil
- Exmes
- Fel
- Ginai
- La Cochère
- Le Bourg-Saint-Léonard
- Le Pin-au-Haras
- Omméel
- Saint-Pierre-la-Rivière
- Silly-en-Gouffern
- Survie
- Villebadin

## Supresión del cantón de Exmes
En aplicación del Decreto n.º 2014-247 de 25 de febrero de 2014, el cantón de Exmes fue suprimido el 22 de marzo de 2015 y sus 13 comunas pasaron a formar parte del nuevo cantón de Argentan-2.